# Coujil
Coujil (llamada oficialmente Santa María de Couxil) es una parroquia y un lugar español del municipio de Cartelle, en la provincia de Orense, Galicia.

## Toponimia
El nombre del lugar puede encontrarse referido con las variantes Sta. Maria de Cougil, Santa María de Coujil y Couxil (Santa María).

## Historia
A mediados del siglo XIX la parroquia, perteneciente al municipio de Cartelle, tenía contabilizada una población de 160 habitantes. Aparece descrita en el séptimo volumen del Diccionario geográfico-estadístico-histórico de España y sus posesiones de Ultramar de Pascual Madoz de la siguiente manera:

COUGIL (Sta. Maria de): felig. en la prov. y dióc. de Orense (2 leg.), part. jud. de Celanova (1 1/4), ayunt. de Cartelle (1/2); sit. á la izq. del r. Miño en terreno desigual, combatido por todos los vientos: el clima es sano. Tiene unas 40 casas distribuidas en el l. de su nombre y en el de Coujiliño. La igl. parr. dedicada á Nuestra Señora, es aneja de la de Santa María de Toen. Confina el térm. N. y O. felig. de Anfeoz, y E. y S. la de Sabucedo. El terreno participa de monte y llano, y abunda en aguas de fuente, que sirven para beber y otros usos. prod.: centeno, maiz, legumbres y pastos; se cria ganado vacuno, de cerda lanar y cabrio; hay caza de varias especies. pobl.: 40 vec., 160 alm. contr. con su avunt. (V.)
(Madoz, 1847, p. 156)

## Organización territorial
La parroquia está formada por tres entidades de población:
- A Lagoa
- Couxil
- Couxiliño

## Demografía

### Parroquia
| Gráfica de evolución demográfica de Coujil (parroquia) entre 2000 y 2022 |
|                                                                          |
| Datos según el nomenclátor publicado por el INE.                         |

### Lugar
| Gráfica de evolución demográfica de Couxil (lugar) entre 2000 y 2022 |
|                                                                      |
| Datos según el nomenclátor publicado por el INE.                     |